# Игл-Ривер (Аляска)
Игл-Ривер (англ. Eagle River) — статистически обособленная местность в США, располагается на юге штата Аляска, территориально принадлежит к боро Анкоридж. Население на 2014 год - 8166 человек.